# Mikael Imru
Lidj Mikael Imru (Ge'ez: ልጅ ሚካኤል እምሩ), Addis Abeba, 10 de novembro de 1929 - 26 de outubro de 2008) foi um político e diplomata etíope. Era filho do ras Imru Haile Selassié. 
Depois de estudar em Oxford, fui nomeado vice-ministro da Agricultura (1953-1959) e embaixador em Washington (1959-1961). Foi ministro das Relações Exteriores de abril a maio de 1961, e embaixador na União Soviética (1961-1965). Regressou ao governo por alguns meses, de março a julho de 1974, ao cargo de ministro da Indústria e Comércio. Por fim, exerceu o cargo de primeiro-ministro, de 3 de agosto de 1974 a 12 de setembro de 1974. Mikael Imru foi o último ministro do Império da Etiópia.